# Kisvasúti nap
A kisvasúti napok egy a Magyar Közlekedési Közművelődésért Alapítvány által 1995-ben indított programsorozat. A program már Magyarország határain is túljutott, ezért egyes felvidéki, kárpátaljai, és erdélyi kisvasutaknak is van saját kisvasúti napja.
A rendezvényen a házigazda vasutak színes programokkal, és sűrűbb vonatközlekedéssel várják az érdeklődőket. Lehetőség van ilyenkor mélyebben betekinteni a kisvasút életébe, meg lehet ismerkedni a vonalak történetével, illetve a vasút környékének nevezetességeivel. A felújítások, új pályaszakaszok átadása is gyakran ilyenkor történik.
A magyarországi kisvasutak napjait rendszerint az alábbi időpontokban rendezik meg:
| A kisvasút neve                  | A kisvasúti nap időpontja                                           |
| -------------------------------- | ------------------------------------------------------------------- |
| Széchenyi-hegyi Gyermekvasút     | április második szombatja                                           |
| Almamelléki Állami Erdei Vasút   | május második szombatja                                             |
| Zsuzsi Erdei Vasút Debrecen      | április negyedik szombatja                                          |
| Mesztegnyői Állami Erdei Vasút   | április negyedik szombatja                                          |
| Királyréti Erdei Vasút           | május első szombatja                                                |
| Lillafüredi Állami Erdei Vasút   | május második szombatja                                             |
| Kaszói Állami Erdei Vasút        | május harmadik szombatja                                            |
| Felsőtárkányi Állami Erdei Vasút | június első szombatja                                               |
| Mátravasút                       | június harmadik szombatja                                           |
| Csömödéri Állami Erdei Vasút     | június negyedik szombatja                                           |
| Debreceni Vidámparki Kisvasút    | július második szombatja                                            |
| Kemencei Erdei Múzeumvasút       | július negyedik szombatja                                           |
| Kecskeméti Kisvasút              | augusztus második szombatja                                         |
| Pálházi Állami Erdei Vasút       | augusztus harmadik szombatja                                        |
| Tiszakécskei Gyermekvasút        | augusztus 20.                                                       |
| Pécsi Gyermekvasút               | augusztus 20.                                                       |
| Balatonfenyvesi GV               | szeptember első szombatja                                           |
| Nyírvidéki Kisvasút              | szeptember második szombatja                                        |
| Nagycenki Széchenyi Múzeumvasút  | Széchenyi születésnapjához (szeptember 21.) legközelebb eső szombat |
| Gemenci Állami Erdei Vasút       | szeptember harmadik szombatja                                       |
| Szob–Nagybörzsöny erdei vasút    | október első szombatja                                              |
| Szilvásváradi Erdei Vasút        | október második szombatja                                           |

## Külső hivatkozások
- Tusnádi Csaba Károly – Knausz Valéria: Magyarországi kisvasutak, Budapest, Pallas Stúdió, 2004. ISBN 963920790X
- Az aktuális időpontok és információ